# Love and Other Disasters (album)
Love and Other Disasters är det svenska metalbandet Sonic Syndicates tredje album, utgivet 2008.

## Låtlista
1. "Encaged" - 4:26
2. "Hellgate: Worcester" - 3:23
3. "Jack of Diamonds" - 3:41
4. "My Escape" - 4:10
5. "Fallout" - 3:51
6. "Power Shift" - 3:32
7. "Contradiction" - 3:32
8. "Damage Control" - 3:49
9. "Red Eyed Friend" - 4:43
10. "Affliction" - 5:11
11. "Ruin" (bonusspår)
12. "Dead Planet" (bonusspår)
13. "Mission: Undertaker" (japansk utgåva)

## Listplaceringar
| Land      | Placering                  |
| --------- | -------------------------- |
| Sverige   | 15                         |
| Tyskland  | 36                         |
| Österrike | 45                         |
| Schweiz   | 65                         |
| USA       | 85 (Billboard Heatseekers) |